# Sociaaldemocratische Partij van Finland

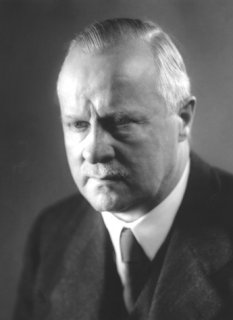
Väinö Tanner

De Sociaaldemocratische Partij van Finland (Fins: Suomen Sosialidemokraattinen Puolue, Zweeds: Finlands Socialdemokratiska Parti) is een van de drie grote Finse politieke partijen. Ze staat bekend als een gematigde, centrumlinkse partij.

## Geschiedenis

### Tussen sociaaldemocratie en communisme (1899-1944)
De SDP werd in 1899 opgericht, maar bleef tot 1906, bij de invoering van een nieuwe kieswet, uit het parlement. Die kieswet kwam er na de Eerste Russische Revolutie, waarin de Finse sociaaldemocraten een grote rol speelden bij de stakingen in het toenmalige Groothertogdom Finland. Bij de eerste democratische verkiezingen van 1906 verwierf de partij 50% van de stemmen. Sommige van de gekozenen in het parlement waren marxist.
Tijdens de Eerste Wereldoorlog bleef de SDP neutraal (dat wil zeggen men koos geen partij voor een van de oorlogvoerende kampen). Bij de verkiezingen voor het parlement (Eduskunta) in 1916 verwierf de partij 103 van het 200 zetels tellende parlement en werd daarmee de grootste fractie. Op 26 maart 1917 werd Oskari Tokoi voorzitter van de Senaat (regering van het autonome Finland). Hij maakte van Finland een autonome staat, maar hij liet defensie en buitenlandse zaken nog wel regelen door Rusland. De twee revoluties in Rusland maakte diepe indruk op de leiders van de linkervleugel van de partij en in januari 1918 grepen jonge radicalen onder Otto Kuusinen en Yrjö Sirola in Helsinki de macht. Zij riepen de Finse Socialistische Radenrepubliek uit. De Raad van Volkscommissarissen en het Rode Leger maakten sindsdien de dienst uit in Zuid-Finland. Een haastig gevormd Fins leger en het Witte Leger van de burgerlijke regering in Tallinn maakten een einde aan de radenrepubliek. Veel SDP'ers en Rode Gardisten op alle niveaus vonden de dood.
De rechtervleugel en de gematigden hadden geen aandeel in de revolutie en de radenrepubliek. De leider van de rechtervleugel van de SDP, Väinö Tanner, manifesteerde zich later als een felle anticommunist en voorstander van het parlementaire systeem. De naar het buitenland (veelal de Sovjet-Unie) gevluchte sociaaldemocraten scheidden zich van de SDP af en vormden de Finse Communistische Partij.
Het restant van de SDP werd een moderne en westerse sociaaldemocratische partij. Bij de naoorlogse verkiezingen van 1918 behaalde de SDP 80 zetels. In 1922, als gevolg van de afscheiding van de communisten, 53 zetels. De Finse Communistische Partij werd kort daarop verboden. Ofschoon de nieuwe SDP niet te maken had met de revolutie van 1918 en de Finse Burgeroorlog, bestond er veel argwaan binnen de burgerlijke partijen om met de SDP te regeren. Toch kon Väinö Tanner in 1926 een regering vormen die tot 1927 standhield. Daarna heerste er tot 1937 - mede door de druk van extreemrechts - een onofficieel cordon sanitair tegen de SDP. In 1937 trad de SDP toe tot agrarisch-socialistische coalitie. In 1939 voerden Juho Kusti Paasikivi van de Nationale Coalitie Partij en Tanner van de SDP de onderhandelingen in Moskou die echter slecht afliepen voor de Finnen. Tijdens de Winteroorlog en de Vervolgoorlog streden de sociaaldemocraten zonder voorbehoud in het Finse leger. Wel ontstond tijdens de Vervolgoorlog (1941-1944) een "vredesgroep" die naar een wapenstilstand met de Sovjet-Unie streefde.

### Een sociaaldemocratische regeringspartij (1944-)
Na de wapenstilstand van 1944 werd anticommunistische Tanner als partijvoorzitter vervangen door Karl-August Fagerholm (die overigens ook niet echt pro-Russisch was). Na de oorlog splitste zich een radicale socialistische groep van de SDP af. Zij werden de Partij van de Arbeid genoemd. De Partij van Arbeid vormde samen met de inmiddels weer legale Finse Communistische Partij de Volksdemocratische Liga (SKDL). In de jaren daarna zouden de SDP en de SKDL bittere rivalen worden. De herverkiezing van Tanner in 1957 leidde tot een afsplitsing die zich het Sociaaldemocratisch Verbond noemde. Deze partij boekte tijdelijk successen en stond onder leiding van Emil Skog (minister van Defensie in de jaren 50).
In 1948 kreeg Finland voor het eerst sinds twintig jaar weer een sociaaldemocratische premier in de persoon van Karl-August Fagerholm. Hij zou dit ambt meerdere malen bekleden. In 1956 was Fagerholm presidentskandidaat, maar hij kreeg twee stemmen minder dan Urho Kekkonen van de Centrumpartij. Latere sociaaldemocratische premiers waren Kustaa Rafael Paasio, Taisto Kalevi Sorsa en Mauno Koivisto. De laatste volgde in 1982 Urho Kekkonen op als president van Finland. Koivisto werd daarmee het eerste socialistische staatshoofd van Finland. Zijn opvolgers Martti Ahtisaari en Tarja Halonen waren eveneens sociaaldemocraten.
Opvallend in de geschiedenis van de SDP is de moeizame relatie met de Sovjet-Unie. De USSR heeft nooit een SDP-presidentskandidaat gesteund, maar altijd een kandidaat van de burgerlijke partijen (met in het bijzonder Kekkonen).
Sinds 1966 hebben de sociaaldemocraten deelgenomen aan bijna alle Finse kabinetten, uitgezonderd enkele oppositieperiodes (1991–1995, 2007–2011, 2015–2019 en sinds 2023). Van 1995 tot 2003 was SDP-leider Paavo Lipponen premier van Finland. In die periode nam de sociaaldemocratische partij ook een pro-Europees standpunt aan. In 2003 werd Anneli Jäätteenmäki van het Fins Centrum premier; Lipponen trad aan als voorzitter van het parlement.

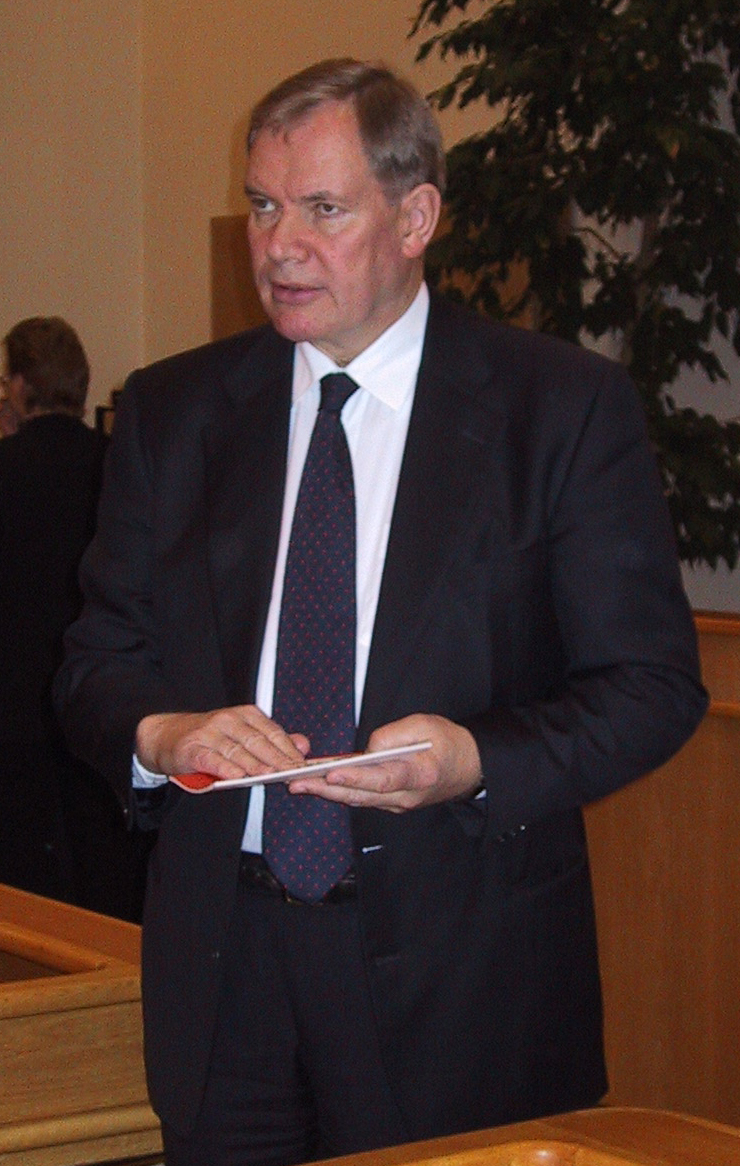
Paavo Lipponen, premier 1995-2003.

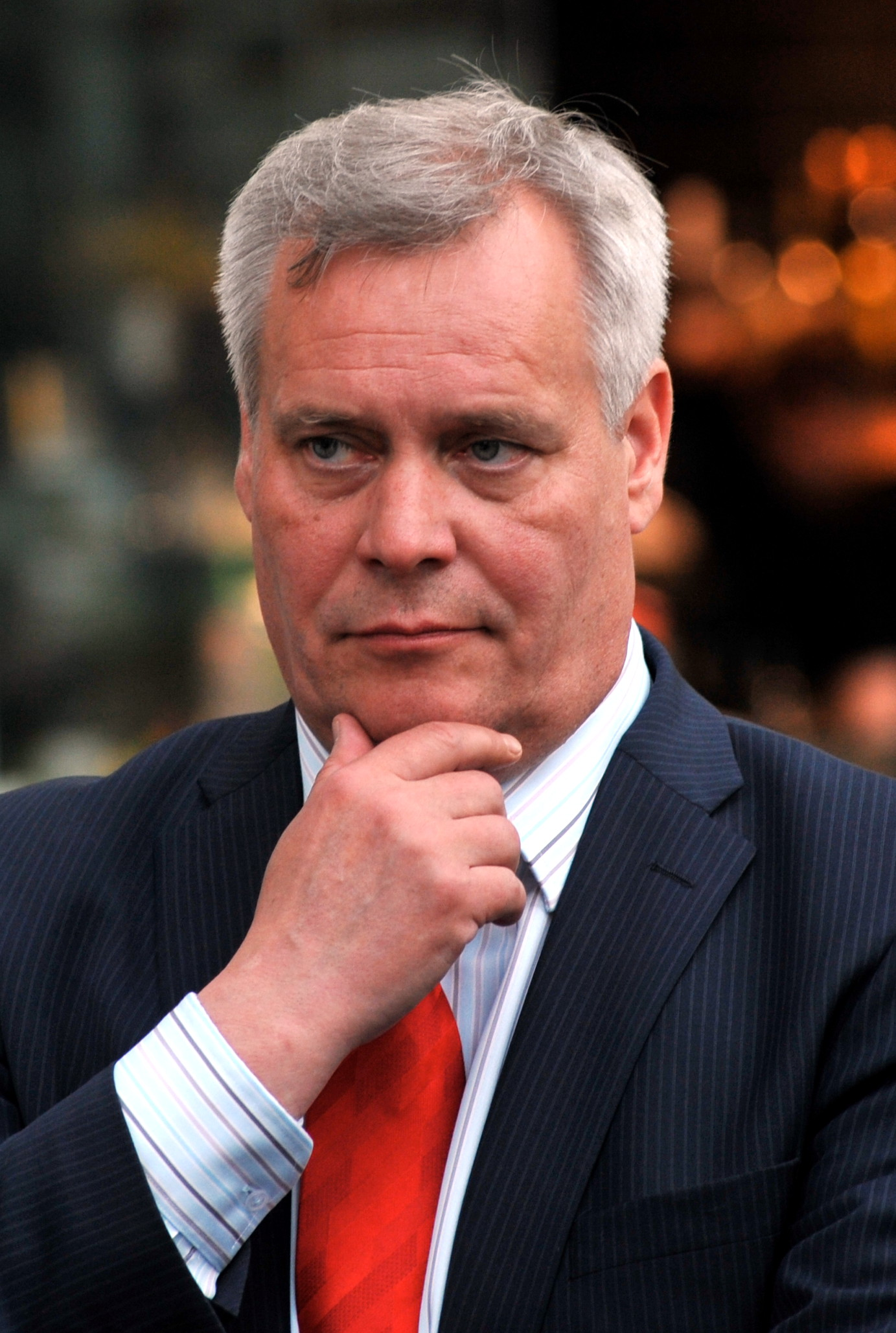
Antti Rinne, partijleider 2014-2019.

Na de verkiezingen van 2011 trad de SDP toe tot het kabinet van Jyrki Katainen (Kok.). Toenmalig partijleider Antti Rinne was in die regering vicepremier en minister van Financiën. Eerder vervulde Jutta Urpilainen deze functie. Zij verloor echter de leiderschapsverkiezingen binnen haar partij (257 stemmen voor Rinne, 243 stemmen voor Urpilainen) en stapte vroegtijdig op. Verder maakten nog vijf andere SDP-leden uit van de regering-Katainen. In de regering-Stubb werd de samenwerking voortgezet. Antti Rinne was wederom vicepremier en minister van Financiën. Na het winnen van de parlementsverkiezingen van 2019 was Rinne een half jaar premier, maar hij trad af toen coalitiepartner Centrumpartij van Finland het vertrouwen in zijn regering opzegde. Tussen 2019 en 2023 werd de partij geleid door Sanna Marin, die in die periode tevens premier van Finland was.

## Ideologie
De SDP is een sociaaldemocratische partij en is aangesloten bij de Socialistische Internationale. Op Europees niveau is de partij lid van de Partij van Europese Socialisten. Op haar website beschrijft de SDP zich als een moderne, centrumlinkse partij.
De sociaaldemocraten streven naar een rechtvaardige samenleving waar iedereen kansen krijgt. De staat moet voor de partij een onderliggende basis zijn waar de burgers hun leven op kunnen bouwen. De milieuproblematiek, roekeloze economische activiteit en de verzwakking van de welvaartsstaat zien de sociaaldemocraten als een bedreiging voor de toekomst. Een actieve staat en internationale samenwerking moeten leiden tot een duurzame toekomst.

## Voorzitters
- 1899-1900: Nils Robert af Ursin
- 1900: J.A. Salminen
- 1900-1903: K.F. Hellsten
- 1903-1905: Taavi Tainio
- 1905-1906: Emil Perttilä
- 1906-1909: Edvard Valpas
- 1909-1917: Matti Paasivuori
- 1917-1918: Kullervo Manner
- 1918-1926: Väinö Tanner
- 1926-1930: Matti Paasivuori
- 1930-1944: Kaarlo Harvala
- 1944-1946: Onni Hiltunen
- 1946-1957: Emil Skog
- 1957-1963: Väinö Tanner
- 1963-1975: Kustaa Rafael Paasio
- 1975-1987: Kalevi Sorsa
- 1987-1991: Pertti Paasio
- 1991-1993: Ulf Sundqvist
- 1993-2005: Paavo Lipponen
- 2005-2008: Eero Heinäluoma
- 2008-2014: Jutta Urpilainen
- 2014-2019: Antti Rinne
- 2019-2023: Sanna Marin
- sinds 2023: Antti Lindtman

## Verkiezingsresultaten in zetels (1945-heden)
De partij behaalde de volgende resultaten bij de Finse parlementsverkiezingen:

De stemmen voor de SDP bij de verkiezingen van 2011 uitgezet op kaart. De partij wint vooral stemmen in het zuiden en oosten van het land.

| Jaar | Aantal zetels |
| ---- | ------------- |
| 1945 | 50            |
| 1948 | 54            |
| 1951 | 53            |
| 1958 | 48            |
| 1962 | 38            |
| 1966 | 55            |
| 1970 | 52            |
| 1972 | 55            |
| 1975 | 54            |
| 1979 | 52            |
| 1983 | 57            |
| 1987 | 56            |
| 1991 | 48            |
| 1995 | 63            |
| 1999 | 51            |
| 2003 | 53            |
| 2007 | 45            |
| 2011 | 42            |
| 2015 | 34            |
| 2019 | 40            |
| 2023 | 43            |